# Санкање на Зимским олимпијским играма 2014 — екипно
Такмичење у санкању у мешовитој екипној конкуренцији на Зимским олимпијским играма 2014. у Сочију одржат ће се 13. фебруара 2014. на леденој стази Санки у близини Краснаје Пољане.
По први пут у историји олимпијског санкања у програму се налази и ова дисциплина. Такмичење се састоји од три трке чија времена се сабирају. Возе се по једна трка у појединачној конкуренцији мушкараца и жена и једна трка мушких дублова. Учествује укупно 12 екипа са по 4 такмичара (укупно 48 такмичара). 

## Освајачи медаља
|  | Резултат |  | Резултат |  | Резултат |
|  |          |  |          |  |          |
|  |          |  |          |  |          |

## Учесници
На такмичењу учествује укупно 48 такмичара из 12 земаља подељених у 12 мешовитих тимова, а имена учесника одређена су на основу пласмана на ранг листама светског санкашког купа у сезони 2013/14.
| - Аустрија - Канада - Чешка - Немачка - Италија - Летонија | - Пољска - Румунија - Русија - Словачка - Украјина - Сједињене Америчке Државе |

## Резултати
| Пласман | Број | Санкаши | НОК | Ж1 | М1 | М2 | Укупно време | Заостатак |
| ------- | ---- | ------- | --- | -- | -- | -- | ------------ | --------- |
|         |      |         |     |    |    |    |              | 0.000     |
|         |      |         |     |    |    |    |              |           |
|         |      |         |     |    |    |    |              |           |
| 4.      |      |         |     |    |    |    |              |           |
| 5.      |      |         |     |    |    |    |              |           |
| 6.      |      |         |     |    |    |    |              |           |
| 7.      |      |         |     |    |    |    |              |           |
| 8.      |      |         |     |    |    |    |              |           |
| 9.      |      |         |     |    |    |    |              |           |
| 10.     |      |         |     |    |    |    |              |           |
| 11.     |      |         |     |    |    |    |              |           |
| 12.     |      |         |     |    |    |    |              |           |